# راتشت أند كلانك: كولكشن
راتشت أند كلانك: كولكشن (بالإنجليزية: Ratchet & Clank Collection)‏ وتسمى في النسخة الأوروبية ذا راتشت أند كلانك تريغلي (The Ratchet & Clank Trilogy) ، وتسمى في اليابان راتشت أند كلانك 1+2+3 (Ratchet & Clank 1+2+3) ، هي لعبة فيديو إلكترونية تجمع بين أجزائها الثلاث هي:
1. راتشت أند كلانك.
2. راتشت أند كلانك:غوينغ كوماندو.
3. راتشت أند كلانك: أب يور أرسنال.[3][4]